# Ботакара (станційне селище)
Ботака́ра (каз. Ботақара) — станційне селище у складі Бухар-Жирауського району Карагандинської області Казахстану. Входить до складу Ботакаринської селищної адміністрації.
Населення — 72 особи (2021; 51 у 2009, 52 у 1999).